# Jhonatan Restrepo
Jhonatan Restrepo Valencia (ur. 28 listopada 1994 w Pácorze) – kolumbijski kolarz szosowy i torowy.

## Osiągnięcia

### Kolarstwo szosowe
Opracowano na podstawie:

2015
- 1. miejsce w mistrzostwach panamerykańskich U23 (start wspólny)

2017
- 1. miejsce w klasyfikacji młodzieżowej Tour Down Under
- 2. miejsce w Vuelta a Murcia

2019
- 1. miejsce w klasyfikacji górskiej Vuelta a Aragón

2020
- 1. miejsce na 3. i 5. etapie Vuelta al Táchira
- 1. miejsce na 3., 5., 6. i 7. etapie Tour du Rwanda

2021
- 1. miejsce na 7. etapie Tour du Rwanda
- 1. miejsce w klasyfikacji górskiej Boucles de la Mayenne
- 2. miejsce w Trofeo Matteotti
- 3. miejsce w Veneto Classic

2022
- 1. miejsce na 3. etapie Tour du Rwanda

2023
- 1. miejsce w Giro della Città Metropolitana di Reggio Calabria

2024
- 1. miejsce na 6. etapie Tour Colombia
- 3. miejsce w Tour du Rwanda
  - 1. miejsce na 3. etapie

### Kolarstwo torowe
Opracowano na podstawie:

2013
- 3. miejsce w mistrzostwach panamerykańskich (wyścig indywidualny na dochodzenie)
- 2. miejsce w mistrzostwach panamerykańskich (wyścig drużynowy na dochodzenie)

2014
- 1. miejsce w mistrzostwach panamerykańskich (wyścig drużynowy na dochodzenie)
- 2. miejsce w mistrzostwach panamerykańskich (madison)

2015
- 1. miejsce w igrzyskach panamerykańskich (wyścig drużynowy na dochodzenie)
- 1. miejsce w igrzyskach panamerykańskich (wyścig indywidualny na dochodzenie)
- 1. miejsce w mistrzostwach panamerykańskich (wyścig drużynowy na dochodzenie)
- 2. miejsce w mistrzostwach panamerykańskich (madison)

## Rankingi

### Kolarstwo szosowe
| Rok              | 2015  | 2016  | 2017 | 2018 | 2019 | 2020 | 2021 | 2022  | 2023 | 2024 |
| ---------------- | ----- | ----- | ---- | ---- | ---- | ---- | ---- | ----- | ---- | ---- |
| UCI World Tour   |       | -     | 115. | 237. |      |      |      |       |      |      |
| World Ranking    |       | 1894. | 188. | 455. | 467. | 330. | 182. | 1254. | 612. | 649. |
| UCI Europe Tour  | 1202. | 1708. | 434. | 379. |      |      |      |       |      |      |
| UCI America Tour | 24.   | 437.  | -    | -    | 48.  | 22.  | 13.  | 163.  | 55.  | 65.  |
|                  |       |       |      |      |      |      |      |       |      |      |
| Źródło: UCI      |       |       |      |      |      |      |      |       |      |      |